# Klæmint Olsen
Klæmint Andrasson Olsen (* 17. července 1990) je faerský fotbalový útočník a reprezentant, hráč faerského klubu NSÍ Runavík.

## Klubová kariéra
- NSÍ Runavík 2007–

## Reprezentační kariéra
Nastupoval za faerské mládežnické fotbalové reprezentace U17, U19 a U21.
V A-mužstvu Faerských ostrovů debutoval 7. 9. 2012 v kvalifikačním utkání v Hannoveru proti reprezentaci Německa (prohra 0:3).